# Taiwans självständighetsparti
Taiwans självständighetsparti är ett politiskt parti i Republiken Kina (Taiwan), bildat 1996 av avhoppare från Demokratiska progressiva partiet som var missnöjda med det sistnämnda partiets gradvisa moderering av kraven på taiwanesisk självständighet.
Sedan Taiwans Solidaritetsförbund bildades 2001 har dock detta parti övertagit rollen som det ledande partiet för taiwanesisk suveränitet. 
Tillsammans med de båda ovannämnda partierna ingår Självständighetspartiet i den Pan-gröna koalitionen, som förlorade parlamentsvalet i januari 2008 till Kuomintang och dess allierade i den Pan-blå kraften.